# Сенсура
 Сенсура  је термин који је сковао Бернард Ноел и односи се на савремене облике демократске цензуре . Сенсура се не односи на одређене забране у погледу објављивања или дистрибуције садржаја, већ на објављивање садржаја без смисла. Ријеч је о „празнини испуњеној сликама“ која долази умјесто мисли у савременим медијима и даје утисак пуноће.

## Појам
Сенсура, према теоретичару Катунарићу, мисао ставља у стање латенције, пасивности, једног готово примарно-рефлексног начина регистровања слике и ријечи. Лишава људе било каквог критичког смисла и ставља нас у стање пасивности и окупира нашу свијет безначајностима до те мјере да престајемо самостално размишљати, препуштајући се слиједу медијских слика које се нуде. Сенсура у најширем смислу јесте банализација медијских садржаја.  

## Види joш
- Цензура
- Бернард Ноел